# Barry Hill
Barry Hill är en kulle i Antarktis. Den ligger i Västantarktis. Nya Zeeland gör anspråk på området. Toppen på Barry Hill är 2 021 meter över havet.
Terrängen runt Barry Hill är kuperad norrut, men söderut är den bergig. Trakten är obefolkad. Det finns inga samhällen i närheten. 